# 3. NL – Centar
Treća nogometna liga – Centar (poznata i kao 3. NL – Centar/Središte) hrvatska je nogometna liga 4. ranga. U trenutnom formatu postoji od 2022. godine. Ligu čini 16 klubova. Tijekom sezone igra se 34 kola dvokružnim sustavom. 

## Sezona 2025./26.
| Momčad                  | Grad          | 2024./25.                                 |
| ----------------------- | ------------- | ----------------------------------------- |
| Bistra                  | Bistra        | 12.                                       |
| Dinamo Odranski Obrež   | Zagreb        | 13.                                       |
| Gaj Mače                | Mače          | 4.                                        |
| HAŠK 1903 Zagreb        | Zagreb        | 15.                                       |
| Inker Zaprešić          | Zaprešić      | 1. (4. NL Središte Zagreb – podskupina B) |
| Kurilovec Velika Gorica | Velika Gorica | 3.                                        |
| Maksimir Zagreb         | Zagreb        | 10.                                       |
| Mladost Petrinja        | Petrinja      | 14.                                       |
| Ponikve Zagreb          | Zagreb        | 11.                                       |
| Prečko Zagreb           | Zagreb        | 1. (4. NL Središte Zagreb – podskupina A) |
| Ravnice Zagreb          | Zagreb        | 2.                                        |
| Samobor                 | Samobor       | 6.                                        |
| Tigar Sveta Nedelja     | Sveta Nedelja | 9.                                        |
| Trešnjevka Zagreb       | Zagreb        | 5.                                        |
| Vrapče Zagreb           | Zagreb        | 8.                                        |
| Zagorec Krapina         | Krapina       | 7.                                        |

## Dosadašnji prvaci
| Sezona    | Prvak         | Drugoplasirani    | Trećeplasirani          |
| --------- | ------------- | ----------------- | ----------------------- |
| 2022./23. | Karlovac 1919 | Maksimir Zagreb   | Vrapče Zagreb           |
| 2023./24. | Segesta Sisak | Vrapče Zagreb     | Gaj Mače                |
| 2024./25. | Lučko         | NK Ravnice Zagreb | Kurilovec Velika Gorica |

## Najbolji strijelci
| Sezona    | Nogometaš               | Momčad            | Pogodaka |
| --------- | ----------------------- | ----------------- | -------- |
| 2022./23. | Vladimir Burić          | Trešnjevka Zagreb | 23       |
| 2023./24. | Diego Maciel Florentino | Vrapče Zagreb     | 32       |
| 2024./25. | Andrej Šaronja          | Ravnice Zagreb    | 24       |